# Tom Price
Thomas Edmunds „Tom” Price (ur. 8 października 1954) – amerykański lekarz i polityk związany z Partią Republikańską. Od 2005 roku reprezentuje w Kongresie 6.okręg wyborczy stanu Georgia, który obejmuje konserwatywne przedmieścia Atlanty. Obecnie jest przewodniczącym Komisji ds. Budżetu Izby Reprezentantów. W czasie swojego pobytu w Kongresie Price dał się poznać jako zagorzały przeciwnik reformy zdrowotnej Baracka Obamy zwanej Obamacare.
29 listopada 2016 Price został mianowany przez przyszłego Prezydenta Stanów Zjednoczonych Donalda Trumpa na stanowisko Sekretarza Zdrowia i Opieki Społecznej Stanów Zjednoczonych. 10 lutego 2017 objął ten urząd.
Podał się do dymisji pod koniec września 2017 r., gdy media ujawniły, że wydał ponad milion dolarów na podróże służbowe prywatnymi i wojskowymi samolotami.